# 帕利亚努
帕利亚努（葡萄牙語：Palhano）是巴西塞阿拉州的一个市镇。总面积442.785平方公里，总人口8763人，人口密度19.8人/平方公里。